# Омфалий

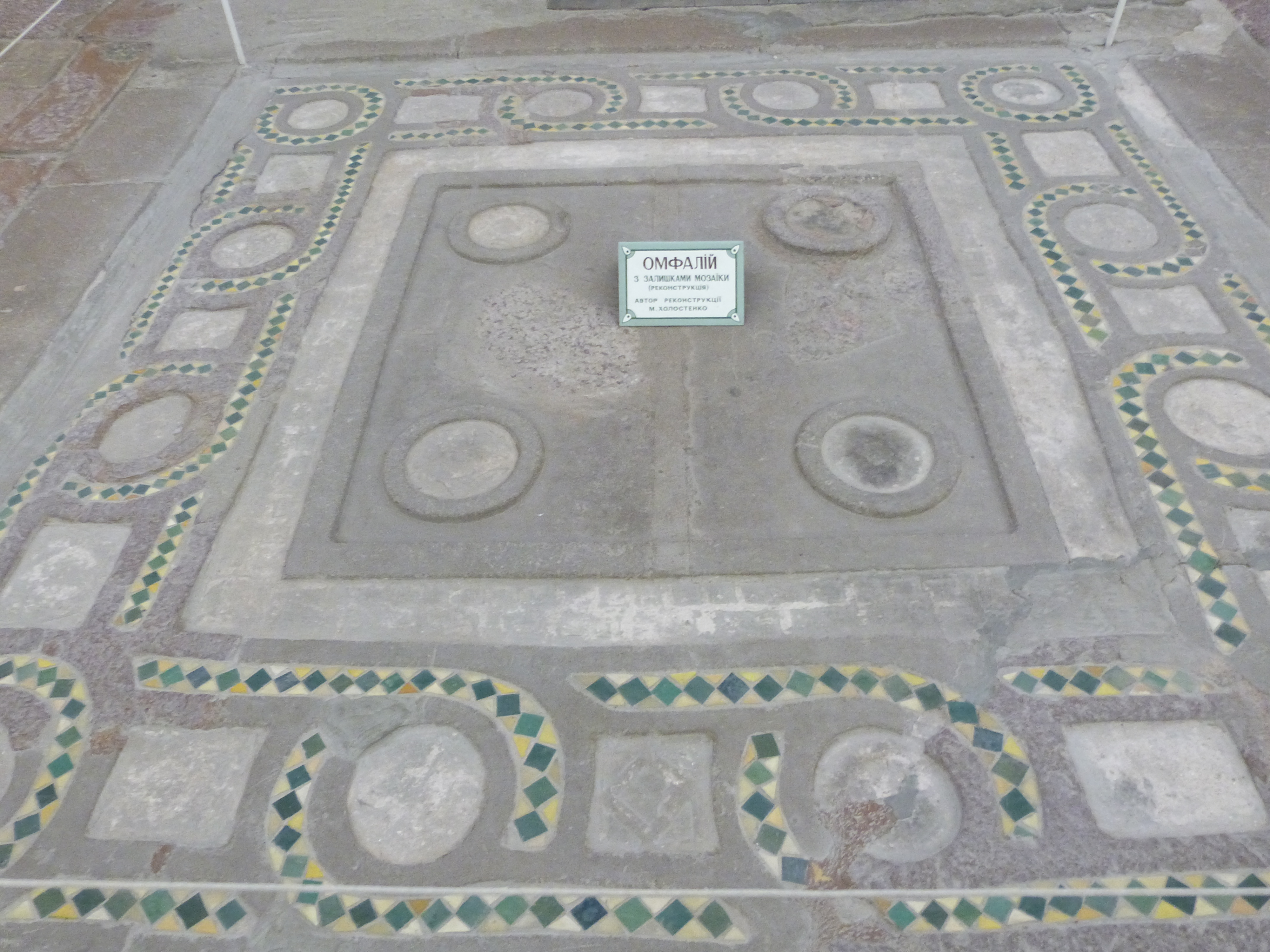
Омфалий XII века с фрагментами мозаики из Борисоглебского собора (Чернигов)

Омфалий (др.-греч. ὀμφαλός — пуп) — особое место, которое в древнерусских источниках называется «место среди церкви». На омфалий в определенные моменты службы становился епископ, он является продолжением ранневизантийского амвона и предшественником амвона современного. В древнерусской архитектуре уникален каменный омфалий XII в. из церкви свв. Бориса и Глеба в Кидекше, кроме того известны две группы омфалиев: более ранние в храмах среднего Поднепровья (сюда входят ранний мозаичный экземпляр X в. в Десятинной церкви, Софийском соборе и Спасском соборе в Чернигове выполнены византийскими мастерами и подражающих им произведения русских мастеров (Борисоглебский собор и Благовещенская церковь в Чернигове). Вторая группа представлена более поздними омфалиями в храмах Галицкой, а также Гродненской земель (в Спасской и Благовещенской церквях в Галиче, ротонде в Олешкове, Пятницкой церкви в Звенигороде, а также в Нижней церкви Гродно и Свв. Бориса и Глеба в Новогрудке). Кроме того, в послемонгольское  время известны примеры из трех памятников древнерусской архитектуры XIV в (церкви Благовещения на Городище в Новгороде, церкви Михаила Архангела на Прусской улице в Новгороде и соборе Андроникова монастыря в Москве).